# Perda auditiva mínima
A perda auditiva mínima refere-se a um quadro de alterações auditivas que, embora apresente impacto funcional relativamente discreto, pode interferir significativamente no desenvolvimento da linguagem, no desempenho acadêmico e na qualidade de vida, especialmente em crianças. Esse termo abrange diferentes tipos de perda auditiva, com limiares auditivos levemente comprometidos e muitas vezes subdiagnosticados devido à dificuldade em identificá-los em triagens auditivas convencionais.

## Definição e Classificação

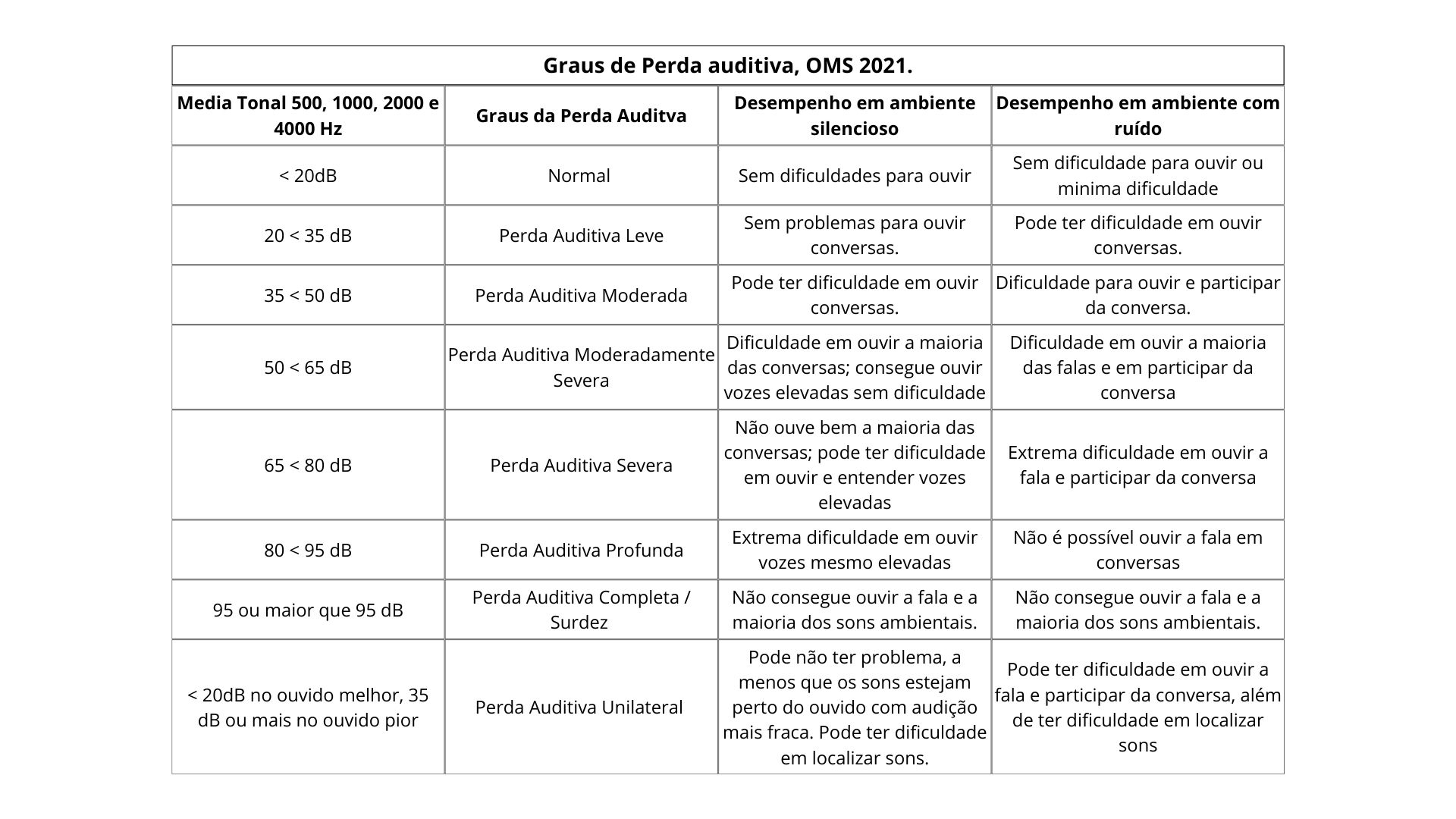

Perda auditiva mínima é frequentemente definida como a alteração auditiva com limiares auditivos entre 16 e 25 dB em ambos os ouvidos, podendo incluir casos específicos que apresentam dificuldades auditivas, mesmo quando os limiares encontram-se dentro de faixas consideradas normais. Essa condição pode ser subdividida em:
1. Perda Auditiva Leve: Limiar entre 16 e 25 dB HL.
2. Perda Auditiva Unilateral: Perda significativa em apenas um dos ouvidos, e audição normal no outro.
3. Perda Auditiva em Altas Frequências: Afeta principalmente frequências superiores a 2.000 Hz, essenciais para a compreensão da fala.
4. Dificuldades no Processamento Auditivo: Embora o limiar auditivo esteja dentro da normalidade, há dificuldades na interpretação de sons complexos, como a fala em ambientes ruidosos.

## Causas
As perdas auditivas mínimas podem ter diversas origens, incluindo: infecções de ouvido médio (Otite Média com Efusão), comum em crianças, podem causar perdas temporárias ou flutuantes; exposição a ruídos prolongada, ou em volumes elevados, pode danificar as células ciliadas do ouvido interno; anomalias anatômicas ou genéticas, incluindo disfunções da tuba auditiva e alterações cocleares; infecções congênitas como Citomegalovírus (CMV) e toxoplasmose podem causar perdas auditivas leves; fatores neurológicos, como dificuldades no processamento auditivo, podem coexistir com outras alterações do desenvolvimento neurológico.

## Impactos no Desenvolvimento
Embora consideradas mínimas, essas perdas podem ter consequências desproporcionais em relação à gravidade aparente. Entre os principais impactos, destacam-se:
1. Dificuldades Acadêmicas:
- Crianças com perdas auditivas mínimas têm maior probabilidade de apresentar dificuldades de leitura, de escrita e de compreensão oral, especialmente em ambientes ruidosos.
- Estudos apontam que até 37% dessas crianças apresenta desempenho abaixo da média em avaliações escolares[4]

2. Atrasos no Desenvolvimento da Linguagem
- As perdas auditivas mínimas podem dificultar a discriminação de sons da fala, prejudicando a aquisição de vocabulário e a clareza da fala.

3. Impactos Psicossociais
- Crianças com essas perdas podem apresentar baixa autoestima, isolamento social e dificuldades com interações interpessoais.

4. Problemas Cognitivos
- A carga cognitiva necessária para compensar a dificuldade auditiva pode levar à fadiga e à dificuldade de atenção.

## Diagnóstico
O diagnóstico de perdas auditivas mínimas pode ser desafiador, pois os métodos convencionais de triagem, assim como os limiares auditivos padrão, muitas vezes não identificam essas condições. Estratégias recomendadas incluem:
- Audiometria Completa: Avaliação detalhada dos limiares auditivos, especialmente em altas frequências.
- Imitanciometria: Para avaliar a função do ouvido médio e identificar alterações como disfunção da tuba auditiva.
- Avaliação do Processamento Auditivo Central: Testes específicos para avaliar habilidades como discriminação de fala em ruído e localização sonora.
- Monitoramento Regular: Em casos de otite média recorrente, ou condições de risco, recomenda-se a realização de exames frequentes.

## Intervenções e Tratamento
As intervenções para perdas auditivas mínimas variam de acordo com a causa e o impacto funcional. Opções incluem:
Aparelhos Auditivos : embora não sejam comumente prescritos para perdas leves, em alguns casos podem ser úteis, especialmente em ambientes escolares ruidosos.
Dispositivos de Amplificação Individual: amplificadores de som podem ser utilizados em sala de aula para melhorar a relação sinal-ruído e facilitar a compreensão da fala.
Intervenções educacionais: adaptações no ambiente escolar, tais como redução de ruído e uso de estratégias de ensino multimodal, podem ser benéficas.
Terapia fonoaudiológica: pode auxiliar no desenvolvimento de habilidades de comunicação e estratégias compensatórias.
Tratamento médico ou cirúrgico: indicado em casos de otite média crônica e outras condições tratáveis do ouvido médio.

## Prevenção e Monitoramento
Triagem Auditiva Ampliada : programas de triagem auditiva neonatal devem incluir a identificação de perdas mínimas e triagens escolares regulares podem ajudar a identificar casos que se desenvolvem ao longo da infância.
Educação e conscientização: pais e educadores devem ser instruídos sobre sinais de dificuldades auditivas, como problemas de atenção ou atraso na fala.
Controle de infecções e ruídos: o tratamento adequado de infecções do ouvido e a redução da exposição a ruídos são estratégias fundamentais.

## Desafios e Perspectivas
A subvalorização das perdas auditivas mínimas é um desafio significativo, especialmente em contextos onde o acesso a diagnósticos especializados é limitado. Estudos recentes indicam a necessidade de políticas públicas que ampliem a cobertura da triagem auditiva e do acompanhamento longitudinal de crianças com fatores de risco auditivo.